# Schizotetranychus colocasiae
Schizotetranychus colocasiae är en spindeldjursart som beskrevs av Ehara 1988. Schizotetranychus colocasiae ingår i släktet Schizotetranychus och familjen Tetranychidae. Inga underarter finns listade i Catalogue of Life.